# Ворон: Жестокое причастие
«Ворон: Жестокое причастие» (англ. The Crow: Wicked Prayer, также известен, как Ворон 4: Молитва грешника) — американский супергеройский фильм режиссёра Лэнса Манджиа, основанный на комиксах Джеймса О’Барра, выпускавшися издательством Caliber Press в 1989 году, а также на одноимённом романе за авторством Нормана Партриджа. Это четвёртая и последняя часть оригинальной серии фильмов о Вороне, перед тем как она была перезагружена в 2024 году. Помимо этого, картина является самостоятельным сиквелом к картине «Ворон 3: Спасение». Фильм был снят за 2 месяца, летом 2003 года.
«Ворон: Жестокое причастие», подобно предыдущему фильму франшизы, рассказывает свою историю, не связанную с оригиналом и его сиквелом. Роль супергероя Ворона исполнил актёр Эдвард Фёрлонг, наиболее известный зрителям как Джон Коннор в культовом научно-фантастическом боевике «Терминатор 2: Судный день»; в образах главных антагонистов предстали Дэвид Бореаназ и Тара Рид. Также в картине приняли участие Эммануэль Шрики, Деннис Хоппер, Маркус Чонг, Тито Ортис, Рена Оуэн, Дэнни Трехо и Мэйси Грей.
«Ворон: Жестокое причастие» считается фильмом формата direct-to-video и вышел 19 июля 2005 года, однако его мировая премьера состоялась 3 июня в одном из кинотеатров Сиэтла, в том же кинотеатре студия Dimension Films организовала его ограниченный прокат длиной в неделю. Как и его два предшественника, «Ворон: Жестокое причастие» не имел хороших кассовых сборов. Фильм получил в основном негативные отзывы от критиков и зрителей и пока считается худшим во всей франшизе.

## Сюжет
Джеймс «Джимми» Куэрво, освобожденный условно-досрочно после отбытия тюремного срока за убийство насильника в драке, живёт со своей собакой в доме на колесах на озере Равасу в резервации Рэйвен- ацтеков. Джимми планирует начать новую жизнь со своей девушкой Лили и навсегда покинуть город, но её отец, пастор Гарольд, и брат, местный полицейский Таннер, оба презирают Джимми.
Город является домом для сатанинской банды байкеров, возглавляемой беглым каторжником Люком «Смерть» Крэшем и его невестой Лолой Бирн. Вместе со своими тремя сообщниками «Мор», «Голод» и «Война» Люк и Лола убивают пару в жестоком ритуале, который, как они надеются, пробудит Антихриста , который включает в себя удаление глаз Лили — наделение Лолы способностями к предвидению — и сердце Джимми. Они сбрасывают тела в старую морозильную камеру.
Затем появляется Ворон и оживляет Джимми, который обнаруживает свою вновь обретенную непобедимость после попытки застрелиться. Он берет тело Лили и оставляет его на её кровати, чтобы его можно было найти. Таннер и Гарольд находят тело и предполагают, что Джимми убил Лили.
В ночь местного праздника Джимми надевает готический костюм и макияж, который он использовал на празднике в прошлом году. Он находит и убивает Мор в баре. Затем он захватывает катафалк с телом Лили и хоронит её возле дерева, на котором вырезал для них обоих символ любви. Джимми идет в казино и убивает Голода на глазах у Люка. Во время последовавшей драки между Джимми и Люком Ворон, источник энергии Джимми, ранен, что ослабляет Джимми. Таннер находит и обвиняет Джимми в убийстве Лили, но Джимми телепатически показывает Таннеру, что произошло на самом деле.
Люк и Лола навещают Эль-Ниньо, главу их ордена, в католической церкви, заброшенной христианами и переделанной для использования сатанинским культом. Таннер, Гарольд и группа мужчин собираются снаружи, чтобы противостоять им. Когда Эль-Ниньо проводит церемонию бракосочетания, которая приблизит Люка к власти, которой он жаждет, Джимми, Таннер, Гарольд и другие мужчины прибывают и стреляют в Войну. Эль-Ниньо завершает церемонию, когда Джимми входит в церковь. Люк, теперь хозяин самого Люцифера, телекинетически вешает Джимми на крест, а Лола убивает Эль-Ниньо. Люк и Лола покидают церковь и направляются на ближайшее кладбище, где они должны завершить свой ритуал до восхода солнца, чтобы Люцифер полностью проявился.
Гарольд, Таннер и другие освобождают Джимми, который говорит им, что Ворон умирает. Чтобы исцелить птицу и восстановить силы Джимми, Гарольд исполняет Танец Ворона. Ослабленный Джимми направляется на кладбище. Люк и Джимми вступают в драку, и оживший Ворон возвращается, восстанавливая неуязвимость Джимми. Солнце встает, останавливая ритуал Люка. Затем Джимми убивает Люка, пронзив его деревянным шипом и перерезав ему горло. Лола теряет зрение и безуспешно пытается покаяться, молясь Деве Марии , но уже слишком поздно; Гарольд задерживает её и отправляет в тюрьму. Духи Джимми и Лили находят друг друга в загробной жизни.

## В ролях
- Эдвард Ферлонг — Джимми Куэрво / Ворон
- Дэвид Бореаназ — Люк Крэш / Смерть / Сатана
- Юдзи Окумото — Чума
- Маркус Чонг — Война
- Тито Ортис — Голод
- Тара Рид — Лола Бёрн
- Роземберг Сальгадо — священник
- Эммануэль Шрики — Лилли
- Дэнни Трехо — Харольд
- Дэвид Ортис — Таннер
- Хорхе Хименес — Кортес
- Дэвид Лиа — трактирщик
- Ричард Кумба — Моузес
- Кристина Санторо — беременная невеста
- Деннис Хоппер — Эль Ниньо

## Производство
В июле 2000 года рэпер DMX обсуждал с продюсерами четвёртый фильму под названием «Ворон: Лазарь» о рэпере, который решил покинуть музыкальную сцену из-за любви к женщине и был убит во время стрельбы из проезжавшего мимо автомобиля. Затем Ворон воскрешает рэпера, чтобы отомстить банде, ответственной за его смерть. Производство планировалось начать в ноябре того же года, но проект так и не был реализован. В марте 2003 года было объявлено, что Эдвард Ферлонг получил главную роль в фильме «Ворон 4». Продюсеры предложили Лэнсу Мунгиа стать режиссёром, и он согласился, поскольку он был поклонником оригинала. Первоначально Мунгиа ожидал, что фильм будет готов примерно через шесть месяцев, но в итоге процесс занял три года. Что касается его подхода к четвёртой части, Мунгиа сказал:
Я хотел снять фильм о процессе мести, о извилистом, круговом пути, по которому ненависть может пройти на пути к мести. Вот почему у злодеев есть свои мотивы и почему Джимми не простой невиновный парень, а преступник. Все в Wicked Prayer чувствуют, что с ними как-то поступили несправедливо, и это было сделано намеренно. Это возникло из чувств, которые я испытал после стрельбы в Колумбайне и событий 11 сентября. Я не думал об этом высокомерно, но мне нравилось ссылаться на концепцию, согласно которой ненависть порождает ненависть, и я чувствовал, что предыдущие фильмы «Ворон» очень четко показывали, как они рассматривают добро и зло, и мои взгляды были немного более не по центру. 

## Повторный релиз
В 2011 году Ворон: Жестокое причастие был переиздан компанией Echo Bridge Home Entertainment в качестве двойного полнометражного фильма вместе с фильмом Ворон 2: Город ангелов. Единственной особенностью обоих фильмов был широкоэкранный режим.
Фильм был показан на различных DVD-дисках с подборками ужасов от Echo Bridge Home Entertainment.
11 сентября 2012 года Echo Bridge Home Entertainment выпустила Blu-ray-версию фильма вместе с Вороном 2: Город ангелов.
7 октября 2014 года фильм был выпущен на DVD компанией Lionsgate в тройном полнометражном выпуске вместе с Вороном 2: Город ангелов и Вороном 3: Спасение.

## Критика
Фильм получил негативные отзывы как критиков, так и зрителей, что привело к минимальной рекламе и ограниченному прокату в кинотеатрах. В результате «Ворон: Жестокое причастие» имела очень ограниченный тираж в кинотеатрах и изо всех сил пыталась привлечь значительную аудиторию.
Конкретные цифры кассовых сборов фильма «Ворон: Жестокое причастие» не широко доступны. Однако общепризнано, что кассовые сборы фильма разочаровали и составили 3 миллиона долларов. Негативный прием и отсутствие маркетинговой поддержки, вероятно, способствовали его низкой эффективности.
Из-за плохой критики четвёртая часть не имела коммерческого успеха и не достигла успеха, как предыдущие фильмы франшизы. В результате «Ворон 4» обычно считается одной из самых слабых работ во франшизе и не оказала существенного влияния на кассовые сборы.
Имеет уникальный рейтинг на Rotten Tomatoes в 0% со средним баллом в 3.1 из 10. На IMDb фильм имеет лишь 3 балла из 10 от зрителей.

## Перезапуск
Из-за критического провала Ворона: Жестокое причастие Dimension Films отменила пятый фильм о Вороне. Впервые о перезапуске «Ворона» сообщили в далеком 2013 году, но в итоге съемки так и не начались по разным причинам. В 2018 году стало известно, что режиссёр новой картины, Корин Харди, покидает проект, а вслед за ним от проекта отказался и Джейсон Момоа, который должен был сыграть главную роль. В 2020 году появилась информация, что сценарий будет полностью переписан.  1 апреля 2022 года The Hollywood Reporter объявил, что Билл Скарсгард сыграет Дрейвена, режиссёром назначен Руперт Сандерс, а сопродюсером Эдвард Р. Прессман и Малкольм Грей. Съемки должны начаться в июне 2022 года. Несколько дней спустя сайт также сообщил, что FKA Twigs была выбрана на роль невесты Дрейвена.